# Apolinary Wnukowski
Apolinary Wnukowski (ur. 23 lipca 1848 w Chocimiu, zm. 4 czerwca 1909 w Petersburgu) – polski duchowny katolicki, arcybiskup mohylewski. 

## Życiorys
Kształcił się w Kamieńcu Podolskim, Żytomierzu i Petersburgu.  Kapłanem został w 1872. Był profesorem, a następnie rektorem seminarium w Żytomierzu. 
Biskup płocki od 20 kwietnia 1904 do 29 listopada 1908. Z Płocka przeniesiony został na arcybiskupstwo mohylewskie. Mianowany na stanowisko arcybiskupa mohylewskiego (metropolity wszystkich kościołów katolickich w Rosji) 23 listopada 1908, które to pełnił do 21 maja 1909. Odznaczony Orderem Św. Włodzimierza III klasy. 
Choć zmarł w Petersburgu, to pochowany został na cmentarzu w Żytomierzu w dniu 11 czerwca 1909.